# Passallibres

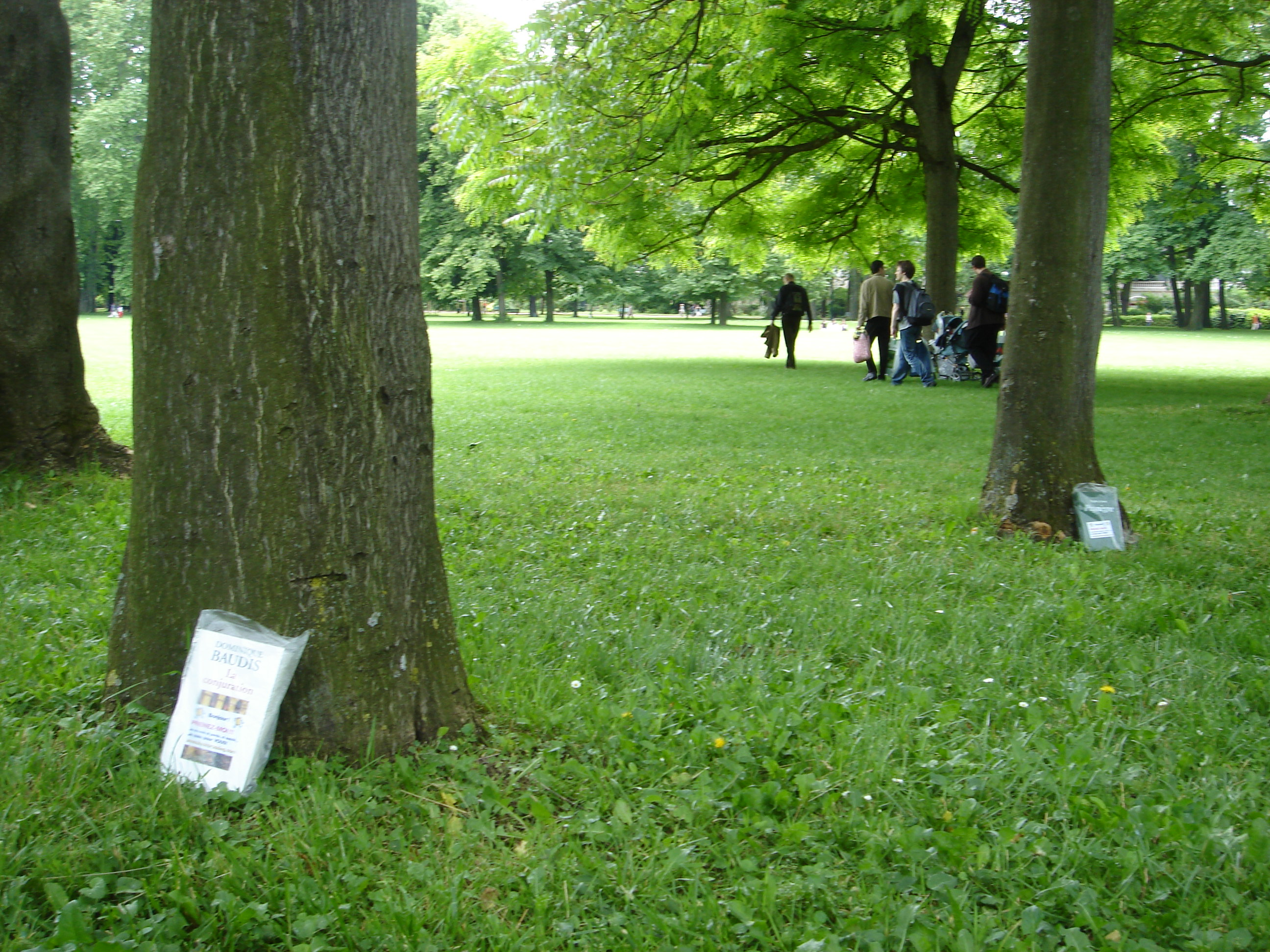
Un parell de llibres deixats en un jardí públic de Lió pel "bookcrossing"

El passallibres o alliberament de llibres (en anglès, bookcrossing) consisteix a deixar llibres en llocs públics per tal que altres els recullin, els llegeixin i els tornin a deixar. El funcionament és simple. Quan una persona disposa d'un llibre que pretén alliberar a la jungla el primer que ha de fer és entrar al web oficial del moviment (http://www.bookcrossing.com Arxivat 2020-10-01 a Wayback Machine.). Allí l'ha de registrar per tal d'obtenir un BCID (BookCrossing ID number), una identificació única per a cada llibre. Després li ha de posar una etiqueta on consti el BCID i les instruccions a seguir per la persona que localitzi el llibre. I, finalment, deixar el llibre en un lloc públic com un banc o una cabina telefònica. Quan algú localitzi el llibre ha d'entrar a la pàgina web, notificar la troballa i, un cop llegit, tornar a alliberar-lo anotant al web la nova ubicació.
El moviment fou iniciat per Ron Hornbaker el 17 d'abril de 2001 inspirat per un web de seguiment del recorregut de bitllets: Where's George?. Actualment hi ha 326.000 membres i 1.716.000 llibres registrats a tot el món.
Tot i que ha estat criticat per alguns membres del sector editorial, el passallibres compta amb destacats escriptors entre els seus membres. Segons els bookcrossers és una forma de promocionar la lectura i, per tant, d'afavorir els escriptors. Quan una persona llegeix un llibre i li agrada pot comprar-lo per distribuir-lo com a nou llibre compartit.